# معاملة المثليين في شمال نيجيريا
يواجه الأشخاص من المثليين والمثليات ومزدوجي التوجه الجنسي والمتحولين جنسياً (اختصاراً: LGBT) في ولايات شمال نيجيريا تحديات قانونية واجتماعية لا يواجهها غيرهم من المغايرين جنسيا. يحظر القانون الفيدرالي جميع أشكال الأنشطة الجنسية المثلية وينص على عقوبة بالسجن لمدة تصل إلى 14 سنة لمن يثبت أنهم مذنبون. في حين أن الفقه المالكي من الشريعة الإسلامية المطبقة في 12 ولاية ينص على أقل بالنسبة للأشخاص غير المتزوجين، فإنه ينص على عقوبة الإعدام للأفراد المتزوجين.
تعرضت نيجيريا لانتقادات واسعة من قبل منظمات حقوق الإنسان المدنية والأمم المتحدة لعدم دعمها ولقيامها بخرق حقوق المثليين والمثليات ومزدوجي التوجه الجنسي والمتحولين جنسياً.

## قانونية النشاط الجنسي المثلي

### القانون الجنائي الفيدرالي
تنص الفقرة رقم 284 من «القانون الجنائي (الولايات الشمالية) الاتحادي» والتي تنطبق على جميع ولايات شمال نيجيريا على الآتي:
أيا كان قد أقام جماعاً جسدياً ضد نظام الطبيعة مع أي رجل أو امرأة أو حيوان يعاقب بالسجن لمدة قد تصل إلى أربعة عشر عاماً، كما سيكون أيضاً عرضة للغرامة.
تنص الفقرة رقم 405 على أن الشخص الذكر الذي يرتدي أو يكتسي بأزياء امرأة في مكان عام أو الذي يمارس السدومية كوسيلة لكسب العيش أو كمهنة فهو «متشرد». وبموجب الفقرة رقم 407، فإن عقوبته تبلغ كحد أقصى مدة سنة واحدة أو يتم تغريمه أو تطبق عليه كلا العقوبتين معاً.

كما تنص المادة رقم 405 على أن «المتشرد الذي لا سبيل إلى تقويمه» هو «أي شخص الذي يعد إدانته كمتشرد يرتكب أي جرم من الجرائم والتي ستجعله عرضة للإدانة على هذا النحو مرة أخرى». العقوبة بموجب المادة رقم 408 كحد أقصى هي السجن لمدة سنتين أو بالغرامة أو بالعقوبتين معاً.

### قوانين الشريعة في ال12 ولاية
تم اعتماد شكل من أشكال الشريعة الإسلامية في القوانين الجنائية لاثنا عشر ولاية في شمال نيجيريا وهي  باوتشي وبرنو وغومبي وجيغاوة وكادونا وكانو وكاتسينا وكبي ونيجر وصكتو ويوبي وزامفارا. تنطبق القوانين الجنائية الشرعية على أولئك الذين يوافقون طواعية على اختصاص المحاكم الشرعية وعلى جميع المسلمين.

#### معنى السدومية
في ولايتي كادونا ويوبي، يتم ارتكاب «السدومية» من قبل «من يقوم بعلاقة شرجية مع أي رجل».
في ولايتي كانو كاتسينا، يُرتكب «السدومية» من خلال «أي شخص له علاقة جسدية ضد نظام الطبيعة مع أي رجل أو امرأة من خلال المستقيم».
في ولايات  باوتشي وغومبي وجيغاوة وصكتو وزامفارا، تُرتكب «السدومية» من قبل «[أي شخص له علاقة جماعية ضد ترتيب الطبيعة مع أي رجل أو امرأة».

#### العقوبة على جريمة السدومية
في ولايات وغومبي، وجيغاوة، وزامفارا، كانو، يُعاقب أي شخص غير متزوج يرتكب جريمة السدومية «بالضرب مائة جلدة» والسجن لمدة سنة واحدة (الجلد). إذا كنت متزوجا، فإن العقوبة عن ارتكاب السدومية هي الإعدام رجما (حد الرجم). في ولاية كانو، ينطبق الموت بالرجم أيضًا إذا كان أحدهم متزوجًا من قبل.
في باوتشي، يعاقب الشخص الذي يرتكب جريمة السدومية «بالرجم حتى الموت (الرجم) أو بأي وسيلة أخرى تقررها الولاية».
في ولايات كادونا وكاتسينا وكبي ويوبي، يعاقب الشخص الذي يرتكب جريمة السدومية «بالرجم حتى الموت (حد الرجم)».
في ولاية سوكوتو، يعاقب الشخص الذي يرتكب جريمة السدومية بالرجم حتى الموت. إذا ارتكب القاصر الفعل على شخص بالغ، فإن القاصر يواجه «عقوبة تصحيحية» ويواجه العقاب عقوبة «عن طريق تعزير قد يمتد إلى 100 جلدة». في ولاية سوكوتو، تعني كلمة «تعزير» «عقوبة تقديرية للجريمة التي لم يتم تحديد العقوبة». 

#### معنى المثلية الجنسية عند الإناث
في ولايات باوتشي وغومبي وجيغاوة وكادونا وكانو وكاتسينا وكبي وسوكوتو ويوبي وزامفارا، تُرتكب المثلية الجنسية عند الإناث من قبل «كونها امرأة، وتشارك امرأة أخرى في الجماع الجنسي من خلال عضوها الجنسي أو عن طريق التحفيز أو الإثارة الجنسية لبعضهما البعض.» تتضمن ولايات بوتشي وجيغاوة وكاتسينا وكيبي وسوكوتو ويوبي وزامفارة التفسير الرسمي التالي: «تُرتكب جريمة الانصهار غير الطبيعي للأعضاء الجنسية الأنثوية و/أو عن طريق استخدام وسائل طبيعية أو اصطناعية لتحفيز الجنس أو بلوغ الرضا أو الإثارة».

#### عقوبة جريمة المثلية الجنسية عند الإناث
في ولايات غومبي وجيغاوة وكبي وسوكوتو ويوبي وزامفارا وبوتشي، يعاقب الشخص الذي يرتكب جريمة المثلية الجنسية عند الإناث «بالعصا التي تصل إلى خمسين جلدة». بالإضافة إلى ذلك، يواجه أي شخص أدين بارتكاب المثلية الجنسية عند الإناث بالسجن لمدة تصل إلى ستة أشهر، باستثناء بوتشي، حيث قد يستمر السجن لمدة تصل إلى خمس سنوات.
في ولاية كادونا، العقاب على ارتكاب جريمة المثلية الجنسية عند الإناث هو التعزير، وهو ما يعني «أي عقوبة لا ينص عليها الحد أو القصاص». تعني كلمة «حد» «العقوبة التي يحددها القانون الإسلامي». يشمل «القصاص» «العقوبات التي ارتكبها الجناة عن طريق الانتقام بسبب التسبب في وفاة/إصابة شخص».
في ولايتي كانو وكاتسينا، فإن عقوبة ارتكاب جريمة المثلية الجنسية عند الإناث الرجم حتى الموت.

#### معنى الفحش الجسيم للغاية
في ولاية كادونا، يرتكب الشخص الفحش الجسيم للغاية «علنًا، ويتعرض للعري في الأعمال العامة وغيرها من الأعمال ذات الصلة ذات الطبيعة المشابهة القادرة على إفساد الأخلاق العامة».
في ولايتي كانو وكاتسينا، يرتكب الشخص الفحش الجسيم للغاية «عن طريق التقبيل في الأماكن العامة، والتعري في الأماكن العامة وغيرها من الأفعال المشابهة ذات الطبيعة من أجل الأخلاق العامة الفاسدة».
في ولاية غومبي، يرتكب الشخص الفحش الجسيم للغاية بارتكاب «أي جريمة جنسية ضد معايير السلوك العادية أو المعتادة».
ولا تُعرف ولايات باوتشي وجيغاوة وكبي وسوكوتو ويوبي وزامفارا الفحش الجسيم للغاية. تقول قوانينهم بدلاً من ذلك: «كل من يرتكب فعل الفحش الجسيم للغاية لشخص آخر دون موافقته أو باستخدام القوة أو التهديد يُجبر الشخص على الانضمام إليه في ارتكاب هذا الفعل».

#### عقوبة جريمة الفحش الجسيم للغاية
يعاقب الشخص الذي يرتكب جريمة الفحش الجسيم للغاية «بالضرب بالعصا وقد يصل إلى أربعين جلدة وقد يكون عرضة للسجن لمدة لا تتجاوز سنة واحدة وقد يكون أيضًا عرضة للغرامة». في ولاية بوتشي، قد يستمر السجن لمدة تصل إلى سبع سنوات.
في ولاية كادونا، فإن العقاب على ارتكاب جريمة الفحش الجسيم للغاية هو التعزير، مما يعني «أي عقوبة لا ينص عليها الحد أو القصاص». تعني كلمة «حد» «العقوبة التي يحددها القانون الإسلامي». يشمل «القصاص» «العقوبات التي ارتكبها الجناة عن طريق الانتقام بسبب التسبب في وفاة/إصابة شخص».
في ولاية سوكوتو، يعاقب الشخص الذي يرتكب جريمة الفحش الجسيم للغاية «بالعصا التي قد تصل إلى أربعين جلدة أو قد يكون عرضة للسجن لمدة لا تتجاوز سنة واحدة أو كليهما، وقد يكون عرضة أيضًا غرامة».

#### معاني المتشرد والمتشرد غير ابقابل للإصلاح
في ولايات بوتشي وغومبي وجيغاوة وكادونا وكانو وكاتسينا وكبي وسوكوتو ويوبي وزامفارا، «أي شخص ذكر يرتدي أو يكتسي بلباس المرأة في مكان عام أو يمارس السدومية كوسائل الرزق أو كمهنة» هو متشرد.
في ولايتي كانو وكاتسينا، «أي امرأة ترتدي أو تكتسي بلباس الرجل في مكان عام» هي متشردة.
في ولايات بوتشي وغومبي وجيغاوة وكادونا وكانو وكاتسينا وكبي وسوكوتو ويوبي وزامفارا، يُعتبر «متشردا غير قابل للإصلاح» هو أي شخص يتصرف كأنه متشرد مرة أخرى بعد إدانته بذلك.

#### عقوبة المتشرد والمتشرد غير القابل للإصلاح
في ولايات بوتشي وغومبي وجيغاوة وكاتسينا وكبي وسوكوتو ويوبي وزامفارا، يواجه الشخص المدان على أنه متشرد عقوبة السجن لمدة تصل إلى عام وبالضرب بالعصا التي قد يصل إلى 30 جلدة. في ولاية كانو، قد لا يتجاوز السجن ثمانية أشهر وقد يصل الضرب بالعصا إلى 35 جلدة.
في ولاية كادونا، فإن عقوبة المتشرد أو المشرد غير القابل للإصلاح هي التعزير، مما يعني «أي عقوبة لا ينص عليها الحد أو القصاص». تعني كلمة «حد» «العقوبة التي يحددها القانون الإسلامي». «القصاص» تشمل «العقوبات التي ارتكبها الجناة عن طريق الانتقام بسبب التسبب في وفاة/إصابة شخص».
في ولايات غومبي وجيغاوة وكاتسينا وكبي وسوكوتو ويوبي وزامفارا، يواجه الشخص المدان باعتباره متشردًا غير قابل للإصلاح عقوبة السجن لمدة تصل إلى عامين الضرب بما يصل إلى 50 جلدة.في ولاية باوتشي، لا يجوز أن يتجاوز الضرب بالعصا 40 جلدة، وفي ولاية كانو، قد لا يتجاوز السجن سنة واحدة.

### القانون الجنائي العلماني الذي يسنه بعض الولايات الشمالية

#### النشاط الجنسي المثلي
في ولاية بورمو، يرتكب الشخص الذي «يشارك في... الجنس المثلي الجنسي بين الإناث، النشاط المثلي... في الولاية جريمة». يعاقب بالإعدام كل شخص «يمارس علاقة جنسية مع شخص آخر مثلي عند إدانته».

#### تقليد الذكور للمواقف السلوكية للنساء
في ولاية كانو، «يعاقب بالسجن لمدة سنة واحدة أو بغرامة مالية قدرها 10000 نيرة نيجيرية أو كلاهما على شخص كونه ذكرا يتصرف أو يرتدي ثيابًا بطريقة تقلد الموقف السلوكي للمرأة».

## الاعتراف القانوني بالعلاقات المثلية
فشلت محاولة من جانب إدارة أولوسيغون أوباسانغو لحظر العلاقات المثلية في يناير 2007.
في 13 كانون الثاني/يناير 2014، وقع رئيس نيجيريا، غودلاك جوناثان، قانون حظر زواج المثليين 2013، الذي أقرته الجمعية الوطنية في مايو 2013.

## الحماية ضد التمييز
لا يحمي دستور جمهورية نيجيريا الاتحادية حقوق المثليين بالتحديد، ولكنه يتضمن أحكاماً مختلفة تضمن أن يحظى جميع المواطنين بالمساواة في الحقوق (المادة رقم 17 (2) (أ))، وكما غيرها من الحقوق، بما في ذلك الرعاية الطبية والصحية الملائمة (المادة رقم 17 (3) (د)) وتكافؤ الفرص في مكان العمل (المادة رقم 17 (3) (أ)). علاوة على ذلك، وصف الدستور الاتحادي أي قانون ينتهك الحقوق الدينية أو مذاهب أي دين في الاتحاد بأنه غير قانوني. تمارس الطقوس الجنسية المثلية من قبل الهوسا.
في الوقت الحاضر، يواجه الأشخاص المثليون والمثليات ومزدوجي التوجه الجنسي والمتحولين جنسياً التمييز والتحرش.

## ملخص
| قانونية النشاط الجنسي المثلي                                                                  | (العقوبة: حتى عقوبة الإعدام في الولايات في 12 ولاية) |
| المساواة في السن القانوني للنشاط الجنسي                                                       | No                                                   |
| قوانين مكافحة التمييز في التوظيف                                                              | No                                                   |
| قوانين مكافحة التمييز في توفير السلع والخدمات                                                 | No                                                   |
| قوانين مكافحة التمييز في جميع المجالات الأخرى (تتضمن التمييز غير المباشر، خطاب الكراهية)      | No                                                   |
| قوانين مكافحة أشكال التمييز المعنية بالهوية الجندرية                                          | No                                                   |
| زواج المثليين                                                                                 | No                                                   |
| الاعتراف القانوني بالعلاقات المثلية                                                           | No                                                   |
| تبني أحد الشريكين للطفل البيولوجي للشريك الآخر                                                | No                                                   |
| التبني المشترك للأزواج المثليين                                                               | No                                                   |
| يسمح للمثليين والمثليات ومزدوجي التوجه الجنسي والمتحولين جنسيا بالخدمة علناً في القوات المسلحة | No                                                   |
| الحق بتغيير الجنس القانوني                                                                    | No                                                   |
| علاج التحويل محظور على القاصرين                                                               | No                                                   |
| الحصول على أطفال أنابيب للمثليات                                                              | No                                                   |
| الأمومة التلقائية للطفل بعد الولادة                                                           | No                                                   |
| تأجير الأرحام التجاري للأزواج المثليين من الذكور                                              | (غير قانوني للأزواج المغايرين كذلك)                  |
| السماح للرجال الذين مارسوا الجنس الشرجي التبرع بالدم                                          | No                                                   |